# سادن ولی (واشینگتن)
سادن ولی (به انگلیسی: Sudden Valley) یک شهر در ایالات متحده آمریکا است که در شهرستان واتکام، واشینگتن واقع شده‌است. سادن ولی ۲۱٫۰ کیلومتر مربع مساحت و ۶٬۴۴۱ نفر جمعیت دارد و ۲۰۵ متر بالاتر از سطح دریا واقع شده‌است.